# 500 Milhas de Indianápolis de 1946
Resultados das 500 Milhas de Indianápolis de 1946, no circuito de Indianapolis na quinta-feira, 30 de Maio de 1946.
| Pos final | Pos inicial | N.º | Nome             | Qual    | Rank | Voltas | Led | Posição    |
| --------- | ----------- | --- | ---------------- | ------- | ---- | ------ | --- | ---------- |
| 1         | 15          | 16  | GEORGE ROBSON    | 125.541 | 5    | 200    | 138 | Corrida    |
| 2         | 5           | 61  | JIMMY JACKSON    | 120.257 | 24   | 200    | 5   | Corrida    |
| 3         | 7           | 29  | TED HORN         | 123.980 | 11   | 200    | 0   | Corrida    |
| 4         | 11          | 18  | EMIL ANDRES      | 121.139 | 20   | 200    | 0   | Corrida    |
| 5         | 12          | 24  | JOIE CHITWOOD    | 119.816 | 28   | 200    | 0   | Corrida    |
| 6         | 6           | 33  | LOUIS DURANT     | 118.973 | 31   | 200    | 0   | Corrida    |
| 7         | 28          | 52  | LUIGI VILLORESI  | 121.249 | 18   | 200    | 0   | Corrida    |
| 8         | 29          | 7   | FRANK WEARNE     | 121.233 | 19   | 197    | 0   |            |
| 9         | 25          | 39  | BILL SHEFFLER    | 120.611 | 23   | 139    | 0   |            |
| 10        | 31          | 17  | BILLY DEVORE     | 119.876 | 27   | 167    | 0   | Throttle   |
| 11        | 27          | 4   | MEL HANSEN       | 121.431 | 17   | 143    | 0   |            |
| 15        | 13          | 12  | AL PUTNAM        | 116.283 | 33   | 120    | 0   | Magneto    |
| 16        | 1           | 3   | CLIFF BERGERE    | 126.471 | 3    | 82     | 2   | Out of oil |
| 17        | 8           | 45  | DUKE DINSMORE    | 123.279 | 12   | 82     | 0   | Vara       |
| 18        | 17          | 5   | CHET MILLER      | 124.649 | 8    | 64     | 0   |            |
| 29        | 24          | 26  | GEORGE BARRINGER | 120.628 | 22   | 27     | 0   | Mudanças   |
| 30        | 14          | 1   | REX MaioS        | 128.861 | 2    | 26     | 3   | Manifold   |
| 31        | 3           | 32  | SAM HANKS        | 124.762 | 7    | 18     | 0   |            |
| 33        | 2           | 10  | PAUL RUSSO       | 126.183 | 4    | 16     | 0   | Choque T3  |